# Кранихщайнска литературна награда
„Кранихщайнската литературна награда“ (на немски: Kranichsteiner Literaturpreis) се присъжда ежегодно след 1983 г. от Немския литературен фонд в Дармщат. Наречена е по името на дармщатския квартал „Кранихщайн“.
След 2002 г. отличието е на стойност 20 000 € и се дава заедно с бронзова статуетка на дармщатския скулптор Готхелф Шлотер.
Допълнително ежегодно се раздава една десетседмична стипендия в Ню Йорк, една стипендия в Лондон, две стипендии за юношеска литература (всяка по 12 000 €) и „Кранихщайнската литературна поощрителна награда“ в размер на 5000 € за писатели под 35 години.

## Носители на наградата (подбор)
- Райналд Гьоц (1983)
- Хелга М. Новак (1985)
- Ане Дуден (1986)
- Волфганг Хилбиг (1987)
- Йозеф Винклер (1990)
- Херта Мюлер (1991)
- Лудвиг Фелз (1992)
- Хансйорг Шертенлайб (1995)
- Биргит Вандербеке (1997)
- Луц Зайлер (1999)
- Вилхелм Генацино (2001)
- Ралф Ротман (2002)
- Райнхард Иргл (2003)
- Петер Курцек (2004)
- Мартин Мозебах (2005), Йенс Петерсен (поощрение)
- Сибиле Левичаров (2006)
- Паул Ницон (2007)
- Герхард Фалкнер (2008)
- Ане Вебер (2010)
- Ян Вагнер (2011), Нино Харатишвили (поощрение)
- Давид Вагнер (2014)
- Улрих Пелцер (2016)
- Томас Лер (2018)
- Нора Босонг (2019)